# Николаевка (Жуковский район)
Николаевка — деревня в Жуковском районе Брянской области, в составе Ходиловичского сельского поселения. 
 Расположена в 9 км к северо-востоку от деревни Петуховка. Население — 6 человек (2010).

## История
Упоминается с XVIII века; бывшее владение Безобразовых, Тютчевых, Потресовых и других помещиков.
Состояла в приходе села Фошни.
С 1861 по 1925 входила в состав Фошнянской волости Брянского (с 1921 — Бежицкого) уезда. В 1900 году была открыта церковно-приходская школа.
С 1925 года в Жуковской волости, с 1929 в Жуковском районе. С 1920-х гг. до 1968 года входила в Саковский сельсовет.
| Годы      | 1866 | 1926 | 1979 | 1989 | 2002 | 2010 |
| --------- | ---- | ---- | ---- | ---- | ---- | ---- |
| Население | 108  | 329  | 86   | 50   | 16   | 6    |